# Baiyangdian
Baiyangdian (en chinois : 白洋淀) est une vaste zone humide de 366 km2, située à 160 km au sud de Pékin, dans la préfecture de Baoding dans la province de Hebei en Chine. Elle est formée de 143 petits lacs.
À cause de la sécheresse et des prélèvements captés en amont pour les besoins de la ville de Pékin, il a fallu réaliser un apport d'eau en provenance du fleuve Jaune une première fois en novembre 2006, et une opération du même type a débuté en janvier 2008. La dérivation, qui commence à proximité de la ville de Liaocheng dans la province de Shandong, emprunte un canal long de 400 km, du sud vers le nord.
En janvier 2008, des scientifiques du collège de Dartmouth ont mis en évidence des niveaux alarmants de mercure et d'arsenic dans les eaux de Baiyangdian.
La Nouvelle Zone de Xiong'an en cours de développement est planifié à partir de et autour du lac.
Ce lac a inspiré le design de la Gare de Xiong'an, toute proche qui est la plus grande gare d'Asie.

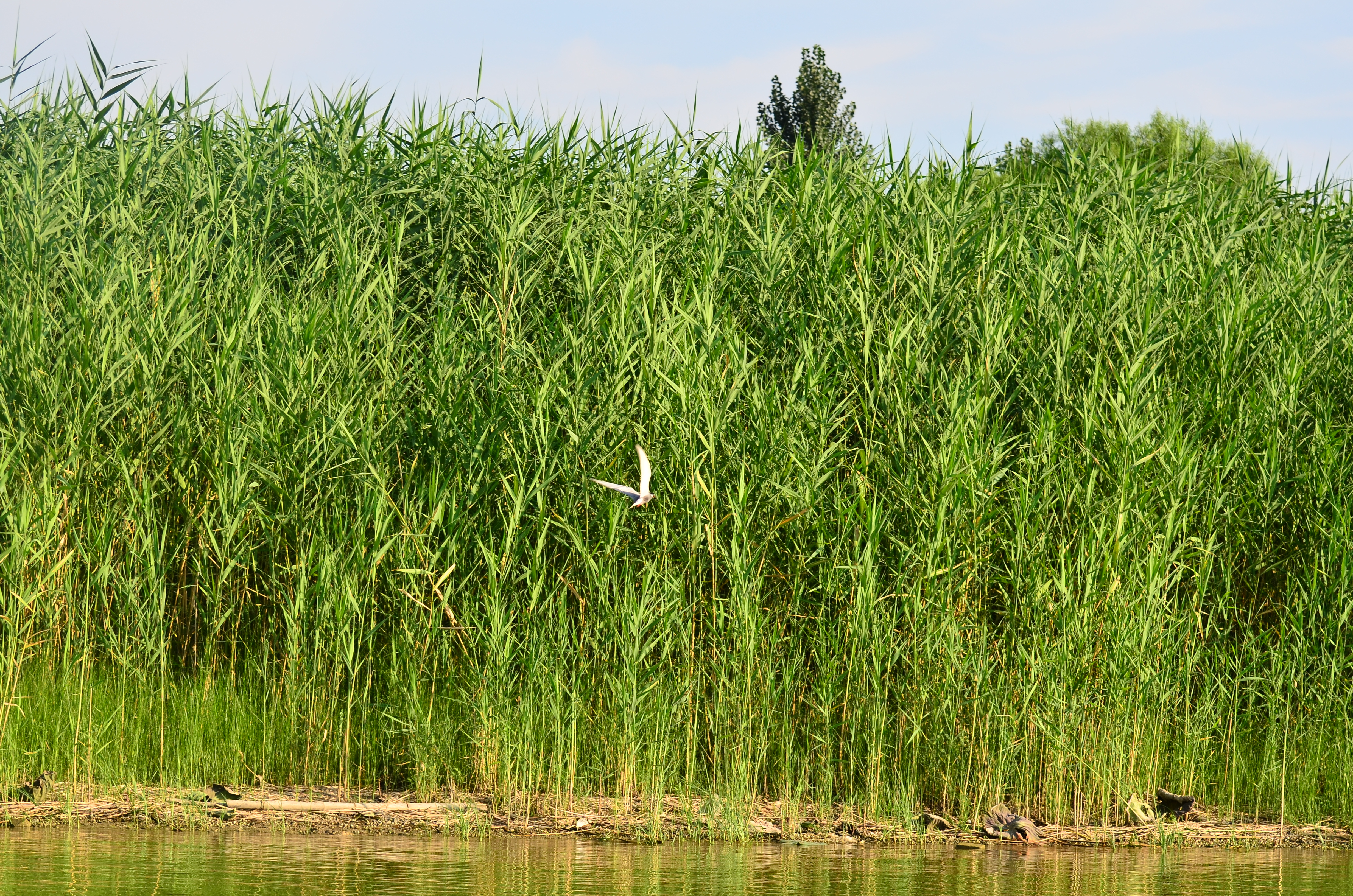
les roseau des lacs